# Селиваново (Новосибирская область)
Селиваново — упразднённая в 2024 году деревня в Купинском районе Новосибирской области России. Входила в состав Благовещенского сельсовета.

## География
Площадь деревни — 6 гектаров.

## Население
| 2002 | 2007 | 2010 |
| ---- | ---- | ---- |
| 68   | ↘38  | ↘1   |

## Инфраструктура
В деревне по данным на 2007 год функционировало 1 учреждение здравоохранения.